# مشعل العنزي (لاعب كرة قدم مواليد 1979)
مشعل العنزي، لاعب كرة قدم قطري معتزل مثل أندية الأهلي وو السيلية والعربي في دوري نجوم قطر .

## روابط خارجية
- مشعل العنزي على موقع قاعدة بيانات كرة القدم.إي يو (الإنجليزية)
- مشعل العنزي على موقع Soccerway.com (الإنجليزية)